# Pilosella sect. Brachiatae
La sezione  Pilosella sect. Brachiatae   (Gottschl.) Gottschl. è una sezione di piante angiosperme dicotiledoni del genere Pilosella della famiglia delle Asteraceae.

## Etimologia
Il nome del genere (Pilosella) deriva dal latino "pilosus" (significa "peloso") e si riferisce all'aspetto piuttosto pubescente di queste piante. Il nome della sezione deriva dal vocabolo "brachiatus" e indica la presenza di ramificazioni ad angolo retto.
Il nome scientifico della sezione è stato definito dal botanico Günter Gottschlich (1951-).

## Descrizione
Habitus. Le specie di questa sezione, con cicli biologici perenni, sono piante erbacee non molto alte. La forma biologica prevalente è emicriptofita rosulata (H ros). Tutte le specie del gruppo sono provviste di latice e possono essere presenti peli ramificati.
Fusto. I fusti, in genere eretti e ascendenti, sono di solito solitari e mediamente ramificati e/o fillopodi. Le radici in genere sono di tipo fittonante. Sono presenti degli stoloni epigee (da 1 a 3), sottili (diametro 1 - 1,5 mm), lunghi 5 – 10 cm con alcuni capolini e alcune foglie. Le foglie stolonifere sono progressivamente ridotte ed hanno delle forme strettamente lanceolate-obovate fino a strettamente lanceolate. Altezza dei fusti: 10 – 25 cm.
Foglie. Sono presenti sia foglie delle rosette basali che cauline con disposizione alterna. Le lamine delle foglie basali (da 3 a 5) sono gradualmente ristrette nel picciolo con forme da spatolate fino a lanceolate-obovate colorate di verde-glauco; la consistenza è molle e/o carnosa. La superficie può essere ricoperta da peli semplici o ramificati.
Infiorescenza. Le sinflorerescenze, composte da alcuni capolini terminali, sono del tipo forcato fino a forcato-panicolato. L'infiorescenza è formata da un singolo capolino peduncolato, solamente di tipo ligulifloro (ossia composto da diversi fiori ligulati). I peduncoli sono sottili(diametro 0,5 mm) e sono sottesi da alcune brattee subulate. I capolini sono formati da un involucro composto da diverse brattee (o squame) all'interno delle quali un ricettacolo fa da base ai fiori ligulati. L'involucro ha una forma da emisferica a cilindrico-ellissoide ed è formato da 2 - 4 serie di brattee. Il ricettacolo, alla base dei fiori, è nudo (senza pagliette) e con alveoli brevemente dentati.  Dimensione dell'involucro: 7 – 10 mm.
Fiori. I fiori, tutti ligulati (i fiori tubulosi in genere sono mancanti), sono tetra-ciclici (ossia sono presenti 4 verticilli: calice – corolla – androceo – gineceo) e pentameri (ogni verticillo ha in genere 5 elementi). I fiori sono ermafroditi, fertili e zigomorfi.
- Formula fiorale:

*/x K {\displaystyle \infty }, [C (5), A (5)], G 2 (infero), achenio
- Calice: i sepali del calice sono ridotti ad una coroncina di squame.
- Corolla: le corolle sono formate da un tubo (alla base) e da una ligula terminante con 5 denti; il colore è giallo, eventualmente con striature rossastre.
- Androceo: gli stami sono 5 con filamenti liberi e distinti, mentre le antere sono saldate in un manicotto (o tubo) circondante lo stilo.[13] Le antere sono codate e allungate con una appendice apicale acuta; i filamenti sono lisci. Il polline è tricolporato.[14]
- Gineceo: lo stilo è lungo, filiforme e peloso sul lato inferiore. Gli stigmi dello stilo sono due divergenti e ricurvi con la superficie stigmatica posizionata internamente (vicino alla base).[15] L'ovario è infero uniloculare formato da 2 carpelli.

Frutti. I frutti sono degli acheni con pappo. Gli acheni, colorati di bruno-nerastro, hanno una forma cilindrica ristretta alla base (ma non all'apice) e privi di becco (non sono compressi); sono inoltre provvisti di 10 coste longitudinali terminanti con un dentello. Il pappo si compone di fragili setole semplici color bianco-sporco su una sola serie. Dimensione degli acheni: 1,8 - 2,0 mm.

## Biologia
- Impollinazione: l'impollinazione avviene tramite insetti (impollinazione entomogama tramite farfalle diurne e notturne).
- Riproduzione: la fecondazione avviene fondamentalmente tramite l'impollinazione dei fiori (vedi sopra).
- Dispersione: i semi (gli acheni) cadendo a terra sono successivamente dispersi soprattutto da insetti tipo formiche (disseminazione mirmecoria). In questo tipo di piante avviene anche un altro tipo di dispersione: zoocoria. Infatti gli uncini delle brattee dell'involucro (se presenti) si agganciano ai peli degli animali di passaggio disperdendo così anche su lunghe distanze i semi della pianta.

## Distribuzione e habitat
La distribuzione è alpina su habitat ghiaiosi e prati aridi.

## Tassonomia
La famiglia di appartenenza di questa voce (Asteraceae o Compositae, nomen conservandum) probabilmente originaria del Sud America, è la più numerosa del mondo vegetale, comprende oltre 23.000 specie distribuite su 1.535 generi, oppure 22.750 specie e 1.530 generi secondo altre fonti (una delle checklist più aggiornata elenca fino a 1.679 generi). La famiglia attualmente (2021) è divisa in 16 sottofamiglie.

### Filogenesi
Il genere di questa voce appartiene alla sottotribù Hieraciinae della tribù Cichorieae (unica tribù della sottofamiglia Cichorioideae). In base ai dati filogenetici la sottofamiglia Cichorioideae è il terz'ultimo gruppo che si è separato dal nucleo delle Asteraceae (gli ultimi due sono Corymbioideae e Asteroideae). La sottotribù Hieraciinae fa parte del "quinto" clade della tribù; in questo clade è posizionata alla base ed è "sorella" al resto del gruppo comprendente, tra le altre, le sottotribù Microseridinae e Cichoriinae. Il nucleo della sottotribù Hieraciinae è l'alleanza Hieracium - Pilosella (comprendenti la quasi totalità delle specie della sottotribù - oltre 3000 specie) e formano (insieme ad altri generi minori) un "gruppo fratello". Alcuni Autori includono in questo gruppo anche i generi Hispidella e Andryala.
I caratteri distintivi per il genere Pilosella sono:
- tutta la piante è densamente pelosa;
- gli acheni hanno 10 coste longitudinali.

Classificazione del genere. Il genere Pilosella è un genere di difficile classificazione in quanto molte specie tendono ad ibridarsi e molto spesso tra una specie e un'altra è presente un "continuam" di caratteri e quindi sono difficilmente separabili. Qui in particolare viene seguita la suddivisione in sezioni del materiale botanico così come sono elencate nell'ultima versione della "Flora d'Italia".
La sezione VII  Pilosella sect. Brachiatae  comprende, relativamente alla flora spontanee a italiana, una specie principali e 31 specie secondarie. I caratteri distintivi per le specie di questa sezione sono:
- lo scapo è ramificato ed è alto al massimo 25 cm;
- le foglie (poche) sono verdi su entrambe le facce;
- i peli stellati sulla pagina superiore delle foglie basali sono sparsi (o assenti), mentre sono densi su quella inferiore;
- i peli stellati sulle foglie basali sono assenti;
- le sinflorescenze hanno pochi capolini e sono del tipo forcato o forcato-panicolato;
- i peli semplici degl'involucri sono sparsi fino a densi.

Il numero cromosomico delle specie della sezione è: 2n = 27, 36, 45, 54, 63 e 72 (specie diploidi, triploidi, tetraploidi, pentaploidi, hexaploidi... decaploidi).

### Specie della flora italiana
Nella flora spontanea italiana, per la sezione di questa voce, sono presenti le seguenti specie (principali e secondarie o derivate):
Specie principale. Pilosella acutifolia (Vill.) Arv.-Touv., 1880 - Pelosella forcata: l'altezza massima della pianta è di 10 – 25 cm; il ciclo biologico è perenne; la forma biologica è emicriptofita rosulata (H ros); il tipo corologico è  Centro e Sud Europeo; l'habitat tipico sono le ghiaie e i prati aridi; in Italia è una specie rara e si trova su tutto il territorio fino ad una quota compresa tra 50 e 1.300 m s.l.m.. Per questa specie sono riconosciute 3 sottospecie e molte altre da verificare (fino a 100.
Caratteri principali: sono più simili alla specie P. officinarum che al gruppo piloselloides/praealta.
Specie secondarie collegate a Pilosella acutifolia:
| Specie | Caratteri                                                                                   | Habitat                           | Distribuzione italiana                               |
| --- | ------------------------------------------------------------------------------------------- | --------------------------------- | ---------------------------------------------------- |
| Pilosella cepitina (Gottschl.) Gottschl., 2010 (Per alcune checklist è sinonimo di Pilosella arnoseroides (Nägeli & Peter) Soják[21])        | I caratteri sono più simili alla specie P. hoppeana che alla specie P. piloselloides        | Prati e pascoli subalpini         | Gran Sasso e Monti Sibillini - Molto rara            |
| Pilosella promeces (Peter) Holub, 1977[22]                                                                                                   | I caratteri sono più simili alla specie P. peleteriana che alla specie P. piloselloides     | Prati e pascoli aridi             | Valle d'Aosta - Molto rara                           |
| Pilosella arida (Freyn) Soják, 1971[23] | I caratteri sono intermedi tra la specie P. piloselloides e la specie P. officinarum        | Prati e i pascoli aridi e incolti | Bordo meridionale delle Alpi fino all'Abruzzo - Rara |
| Pilosella huberi (Zahn) Gottschl., 2010 (Per alcune checklist è sinonimo di Pilosella brachiata (Bertero ex DC.) F.W.Schultz & Sch.Bip.[24]) | I caratteri sono più simili alla specie P. velutina che alla specie P. piloselloides        | Prati e pascoli aridi e incolti   | Trentino-Alto Adige - Molto rara                     |
| Pilosella calabra (Nägeli & Peter) Soják, 1971 (Per alcune checklist è sinonimo di Pilosella fulviseta (Bartol.) Soják[25])                  | I caratteri sono intermedi tra la specie P. piloselloides e la specie P. pseudopilosella    | Prati e i pascoli aridi e incolti | Monte Pollino - Molto rara                           |
| Pilosella fulviseta (Bartol.) Soják, 1971[26]                                                                                                | I caratteri sono più simili alla specie P. piloselloides che alla specie P. pseudopilosella | Prati e pascoli aridi e incolti   | Basilicata - Molto rara                              |
| Pilosella cinerosiformis (Nägeli & Peter) Soják, 1971[27]                                                                                    | I caratteri sono più simili alla specie P. saussureoides che alla specie P. piloselloides   | Prati e pascoli aridi e incolti   | Piemonte - Molto rara                                |
| Pilosella macranthiformis (Zahn) S.Bräut. & Greuter, 2010[28]                                                                                | I caratteri sono intermedi tra la specie P. piloselloides e la specie P. hoppeana           | Prati, pascoli e incolti          | Abruzzo - Molto rara                                 |
| Pilosella ruprechtii (Boiss.) P.D.Sell & C.West, 1975[29]                                                                                    | I caratteri sono più simili alla specie P. leucopsilon che alla specie P. bauhini           |                                   | Emilia e Romagna ?                                   |
| Pilosella substoloniflora (Peter) Soják, 1971[30]                                                                                            | I caratteri sono più simili alla specie P. hoppeana che alla specie P. aurantiaca           | Prati e pascoli subalpini         | Trentino-Alto Adige - Molto rara                     |
| Pilosella stoloniflora (Waldst. & Kit.) F.W.Schultz & Sch.Bip., 1862[31]                                                                     | I caratteri sono più simili alla specie P. officinarum che alla specie P. aurantiaca        | Prati e pascoli subalpini         | Trentino-Alto Adige - Molto rara                     |
| Pilosella peteriana (Käser) Holub, 1977 (Per alcune checklist è sinonimo di Pilosella cernua (Fr.) F.W.Schultz & Sch.Bip.[32])               | I caratteri sono più simili alla specie P. officinarum che alla specie P. fusca             | Prati e pascoli subalpini         | Trentino-Alto Adige - Molto rara                     |
| Pilosella kalksburgensis (Wiesb.) Soják, 1971 (Per alcune checklist è sinonimo di Pilosella acutifolia subsp. acutifolia[33])                | I caratteri sono più simili alla specie P. officinarum che alla specie P. cymosa            | Prati, pascoli e incolti          | Gran Sasso e Monti Sibillini - Molto rara            |
| Pilosella neogelmii (Gottschl.) Gottschl., 2010[34]                                                                                          | I caratteri sono più simili alla specie P. hoppeana che alla specie P. cymosa               | Prati e pascoli subalpini         | Monte Baldo - Molto rara                             |
| Pilosella medioposita (Gottschl.) Gottschl., 2010[35]                                                                                        | I caratteri sono intermedi tra la specie P. hoppeana e la specie P. cymosa                  | Prati e pascoli subalpini         | Monte Baldo - Molto rara                             |
| Pilosella pseudotrichodes (Zahn) Soják, 1971[36]                                                                                             | I caratteri sono più simili alla specie P. laggeri che alla specie P. officinarum           | Prati e pascoli subalpini         | Bormio - Molto rara                                  |
| Pilosella schizosciadia Gottschl., 2011[37]                                                                                                  | I caratteri sono più simili alla specie P. officinarum che alla specie P. sciadophora       | Prati e pascoli subalpini         | Monti Sibillini - Molto rara                         |
| Pilosella biflora Arv.-Touv., 1880[38] | I caratteri sono più simili alla specie P. officinarum che alla specie P. guthnikiana       |                                   | Valle d'Aosta ?                                      |
| Pilosella annae-vetterae (Zahn) Soják, 1982[39]                                                                                              | I caratteri sono intermedi tra la specie P. alpicola e la specie P. officinarum             | Prati e pascoli subalpini         | Alpe di Siusi - Molto rara                           |
| Pilosella glaciella (Nägeli & Peter) Soják, 1971 (Per alcune checklist è sinonimo di Pilosella hypoleuca Arv.-Touv.[40])                     | I caratteri sono intermedi tra la specie P. glacialis e la specie P. officinarum            | Prati e pascoli subalpini         | Alpi orientali - Molto rara                          |
| Pilosella hypoleuca Arv.-Touv., 1873[41] | I caratteri sono intermedi tra la specie P. glacialis e la specie P. velutina               | Prati e pascoli subalpini         | Cogne - Molto rara                                   |
| Pilosella faurei Arv.-Touv., 1880[42] | I caratteri sono intermedi tra la specie P. glacialis e la specie P. saussureoides          | Prati e pascoli subalpini         | Alpi occidentali - Molto rara                        |
| Pilosella subrubens (Arv.-Touv.) Zahn, 1901[43]                                                                                              | I caratteri sono intermedi tra la specie P. glacialis e la specie P. peleteriana            | Prati e pascoli subalpini         | Alpi occidentali - Molto rara                        |
| Pilosella basifurca (Peter) Soják, 1971[44]                                                                                                  | I caratteri sono intermedi tra la specie P. sphaerocephala e la specie P. officinarum       | Prati e pascoli subalpini         | Monte Baldo - Molto rara                             |
| Pilosella lathraea (Peter) Soják, 1982[45]                                                                                                   | I caratteri sono più simili alla specie P. brachycoma che alla specie P. hoppeana           | Prati e pascoli subalpini         | Brennero - Molto rara                                |
| Pilosella nigricarina (Nägeli & Peter) Soják, 1971 (Per alcune checklist è sinonimo di Pilosella lathraea (Peter) Soják[46])                 | I caratteri sono intermedi tra la specie P. sphaerocephala e la specie P. viridifolia       | Prati e pascoli subalpini         | Passo del Tonale - Rara                              |
| Pilosella schultesii (F.W.Schultz) F.W.Schultz & Sch.Bip. ex H.P.Fuchs, 1980[47]                                                             | I caratteri sono intermedi tra la specie P. lactucella e la specie P. officinarum           | Prati e pascoli umidi             | Bormio - Rara                                        |
| Pilosella tardiuscula (Peter) Soják, 1971[48]                                                                                                | I caratteri sono intermedi tra la specie P. lactucella e la specie P. saussureoides         | Prati e pascoli subalpini         | Alpi - Molto rara                                    |
| Pilosella viridifolia (Peter) Holub, 1977[49]                                                                                                | I caratteri sono intermedi tra la specie P. lactucella e la specie P. hoppeana              | Prati e pascoli subalpini         | Alpi orientali - Rara                                |
| Pilosella pachypilon (Peter) Soják, 1971[50]                                                                                                 | I caratteri sono intermedi tra la specie P. sphaerocephala e la specie P. hoppeana          | Prati e pascoli subalpini         | Monte Bondone - Molto rara                           |
| Pilosella auriculiformis <smal>(Fr.) F.W.Schultz & Sch.Bip., 1862[51]                                                                        | I caratteri sono intermedi tra la specie P. lactucella e la specie P. peleteriana           | Prati e pascoli e incolti         | Alpi occidentali - Molto rara                        |